# ملكة جمال الدولية 1980
ملكة جمال العالم 1980 ، الذكرى السنوية العشرين لمسابقة ملكة جمال الدولية ، عقدت في 4 نوفمبر 1980 في ميلبارك في طوكيو ، اليابان، في نهاية الحدث توجت الكوستاريكية لورنا شافيز من قبل خليفتها الفلبينية ميلاني ماركيز، وبذلك تصبح أول سيدة تحصل على لقب ملكة جمال الدولية من كوستاريكا.

## النتائج

### المراكز النهائية
| النتائج النهائية       | المتنافسة |
| ---------------------- | --- |
| ملكة جمال الدولية 1980 | - كوستاريكا - لورنا شافيز |
| الوصيفة الأولى         | - الولايات المتحدة - كلاريسا آن إفينج |
| الوصيفة الثانية        | - إسبانيا - ماريا أوجستينا غارسيا ألكايد |
| الوصيفة الثالثة        | - الفلبين - ديان جين تشيونغ |
| الوصيفة الرابعة        | - تشيلي - مونيكا ساليناس رويز |
| نصف النهائي            | - البرازيل - فرناندا بوسكولو دي كامارغو - كولومبيا - آنا ماريا أوريبي هورالدو - فرنسا - سيلفي هيلين ماري باريرا - اليابان - مايومي كانبارا - المكسيك - ناردا ساباغ سيانكا - سنغافورة - جينيفر ليونج لاي فونج - أوروغواي - إرنا إيزابيل ألفونسو - فنزويلا - غراسييلا لاروزا |